# Loraine (Teksas)
Loraine – miasto w Stanach Zjednoczonych, w stanie Teksas, w hrabstwie Mitchell.